# 조제 세바스티앙 피레스 네투
조제 세바스티앙 피레스 네투는 브라질의 축구 선수로 삐레스라는 이름으로 1994년 K리그 현대 호랑이에서 활동하였다. 브라질 축구 국가대표팀 출신이다.